# Glenea strigata
Glenea strigata là một loài bọ cánh cứng trong họ Cerambycidae.